# مقاطعة غرين (أوهايو)
مقاطعة غرين (بالإنجليزية: Greene County)‏ هي إحدى مقاطعات ولاية أوهايو في الولايات المتحدة الأمريكية.

## أعلام
- تشارلي غريبوين
- جوناثان باكستر هاريسون